# Campbeltown

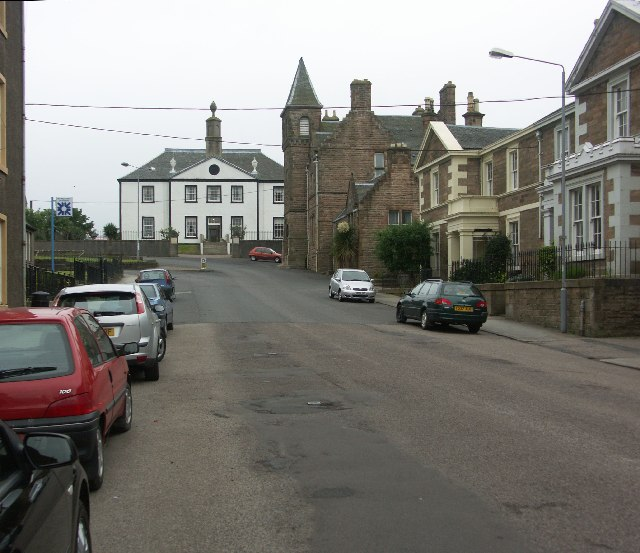
Una strada di Campbeltown

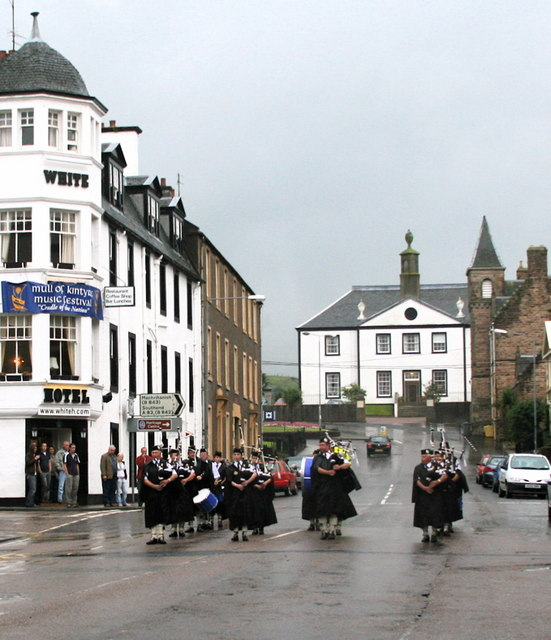
Campbeltown: la via principale

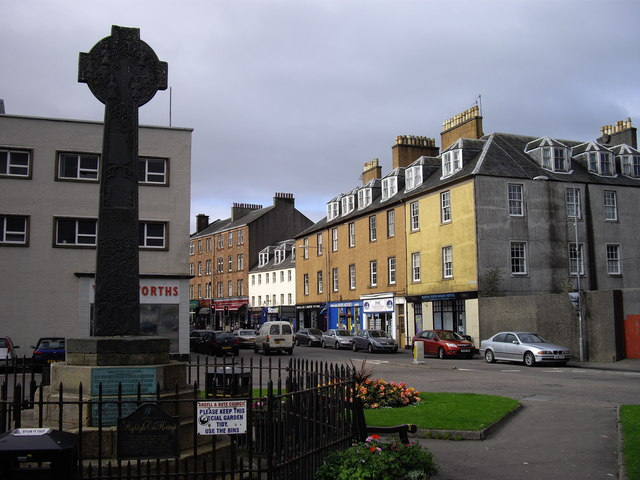
Campbeltown: la via principale con la croce di Campbeltown

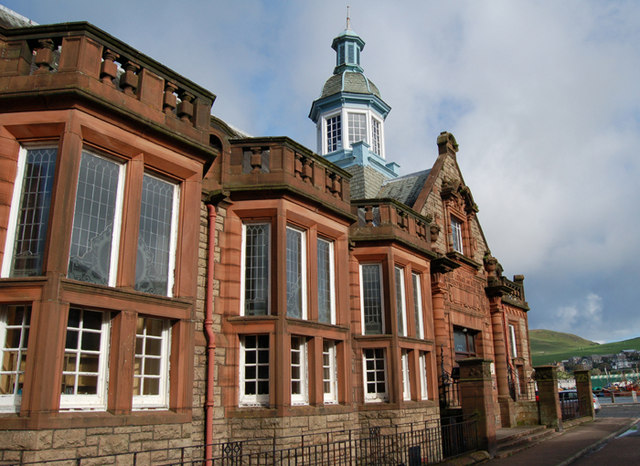
Campbeltown: l'antica biblioteca

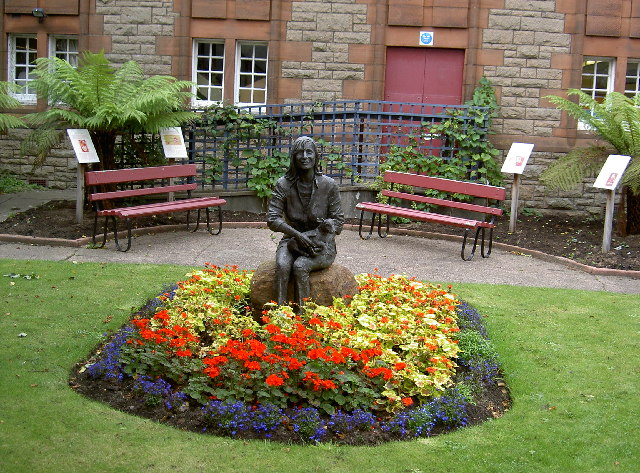
Campbeltown: il Linda McCartney Memorial Garden, giardino in memoria di Linda McCartney, la moglie di Paul McCartney

Campbeltown (in Scots: Cammeltoun; in gaelico scozzese: Ceann Loch Chille Chiarain o Ceann Locha) è una cittadina (anticamente: burgh) di circa 6.400 abitanti della costa sud-occidentale della Scozia, facente parte dell'area amministrativa del Argyll e Bute e situata nella penisola di Kintyre, dove si affaccia sul Loch Campbeltown, un'insenatura dell'Oceano Atlantico.
Località portuale, è tra le maggiori città dell'Argyll e un tempo era considerata la "capitale mondiale del whisky".

## Geografia fisica
Campbeltown si trova nell'estremità sud-orientale della penisola di Kintyre ed è situata in una profonda baia divisa dalla Davaar Island (collegata a Campbeltown tramite una diga) e dalle colline circostanti. È situata a 38 miglia a sud di Tarbert.

## Storia
In origine la città si chiamava Kinlochkilkerran. Fu ribattezzata "Campbeltown" nel corso del XVII secolo dal capo del Clan Campbell, all'epoca conte di Argyll.
Agli inizi del XVIII secolo, fu realizzato a Campbeltown, per volere della duchessa di Argyll Elizabeth Tollemache, il primo porto.
Grazie alle attività portuali, la città raggiunse una notevole importanza economica nei successivi 200 anni.

## Monumenti e luoghi d'interesse

### Architetture civili

#### Campbeltown Picture House
Tra gli edifici d'interesse di Campbeltown, figura la Campbeltown Picture House, realizzata nel 1913, una delle prime sale cinematografiche della Scozia.

### Altro

#### Croce di Campbeltown
Altro monumento cittadino è la croce di Campbeltown (Campbeltown Cross), una croce celtica eretta intorno al 1380.

## Società

### Evoluzione demografica
Al censimento del 2011, Campbeltown contava una popolazione pari a 6.423 abitanti.
La località ha conosciuto quindi un sensibile decremento demografico rispetto al 2001, quando contava 6.751 abitanti.

## Economia
Un tempo la città aveva 34 distillerie, che la fecero diventare -come detto- la capitale mondiale del whisky. Di queste, oggi ne sono rimaste soltanto 3: la Glen Scotia, la Glengyle e la Springbank (fondata nel 1828).
L'economia cittadina era basata un tempo anche sulla costruzione di navi, attività poi cessata come in altre città scozzesi.

## Infrastrutture e trasporti
La località è dotata di aeroporto, situata a circa 3 miglia dal centro cittadino. L'aeroporto di Campbeltown garantisce collegamenti con l'aeroporto di Glasgow.